# Trajanov prochod
Trajanov prochod (bulgariska: Траянов проход) är ett bergspass i Bulgarien.   Det ligger i regionen Sofijska oblast, i den västra delen av landet, 60 km sydost om huvudstaden Sofia. Trajanov prochod ligger 760 meter över havet.
Terrängen runt Trajanov prochod är kuperad. Närmaste större samhälle är Ichtiman, 13,3 km nordväst om Trajanov prochod.
I omgivningarna runt Trajanov prochod växer i huvudsak lövfällande lövskog. Runt Trajanov prochod är det ganska glesbefolkat, med 47 invånare per kvadratkilometer.